# ماریا دان
ماریا دان (انگلیسی: Maria Dunn؛ زادهٔ ۶ مارس ۱۹۸۶) کشتی‌گیر زن در کشتی آزاد اهل گوام است که در مسابقات قهرمانی اقیانوسیه در مجموع برندهٔ ۴ مدال طلا، ۲ مدال نقره شده‌است.